# Sidi Moussa Lhamri
Sidi Moussa Lhamri  (in arabo سيدي موسى الحمري‎?) è un centro abitato e comune rurale del Marocco situato nella provincia di Taroudant, regione di Souss-Massa. Conta una popolazione di 14 976 abitanti (censimento 2014).